# Victoria (canción)
«Victoria» es una canción escrita por Ray Davies originalmente interpretada por el grupo de rock británico, The Kinks, incluida como la primera canción de su álbum conceptual del año 1969, Arthur (Or the Decline and Fall of the British Empire) (normalmente conocido como "Arthur"). Esta canción es una directa parodia a la época victoriana en el continente europeo.
La canción sería lanzada como el tercer sencillo del disco, siguiendo a Drivin' y Shangri-La, siendo el más exitoso de los tres, pues alcanzaría la posición 33 en Reino Unido y la 62 en los Estados Unidos.

## Composición
La canción se deriva de una improvisación instrumental, de donde se resalta un riff de guitarra de blues con toques de hard rock, donde se agregarían los versos y coros, mientras que el puente de "La tierra de la esperanza y la gloria" ("Land of hope and gloria") fue agregado luego.
La canción se destaca por sus irónicas letras cantadas por Ray Davies, acompañadas de estridentes vocales, cortesía de Dave Davies y un climax construido con instrumentos de viento metal.

## Letras
La canción habla irónicamente de los tiempos victorianos, diciendo como en esos tiempos la gente era "mas limpia" ("Long ago, life was clean"), algo que en verdad no era así, sino todo lo contrario, también se menciona como "el sexo era malo, llamado obsceno" ("sex was bad, called obscene"), cuando realmente, según varios libros, los victorianos eran un poco más extraños de lo que se pensaba en lo que se refiere a la sexualidad y las prácticas sexuales.
El protagonista dice "tener suerte por nacer" ("I was born, lucky me"), otra ironía al hecho de que esa época es considerada una de las peores para nacer.
Sin embargo, también se habla seriamente en algunos versos, como en el que dicta "y los ricos, eran malos" ("and the rich were so mean").

## Lanzamiento
La canción fue el sencillo más exitoso del Arthur (Or the Decline and Fall of the British Empire), también siendo la canción que abría el disco, llegando al puesto 33 en Reino Unido, mientras que en Estados Unidos vería el puesto 62.
Mr. Churchill Says sería en Reino Unido la canción que acompañaría al sencillo en el lado B, mientras que en Estados Unidos sería Brainwashed